# National Unity Democratic Organisation of Namibia
Die National Unity Democratic Organisation of Namibia (NUDO, auch NUDO Party; ehemals Organization mit „z“), ist eine politische Partei in Namibia. Sie gilt als ethnische Partei der Herero.
Wie zahlreiche kleinere Parteien war auch die NUDO ursprünglich Teil der Demokratischen Turnhallenallianz (DTA), ehe sie 2003 selbständig wurde. Bei den ersten Wahlen 2004, an denen sie als eigenständige Partei teilnahm, errang die NUDO 4,1 % der Stimmen und 3 Parlamentssitze, bei ihren zweiten Wahlen musste sie Einbußen hinnehmen.
Der Wahlspruch der NUDO ist One People, One Aim, One Destiny („Ein Volk, ein Ziel, ein Schicksal“).
Der langjährige Vorsitzende und Oberchief der Herero, Kuaima Riruako starb am 2. Juni 2014. Sein Nachfolger wurde am 6. Juli 2014 Asser Mbai. 2019 wurde Utjiua Muinjangue zur Parteivorsitzenden gewählt. Sie ist die erste Frau an der Spitze einer namibischen Partei und die erste weibliche Präsidentschaftskandidatin bei der Wahl 2019.

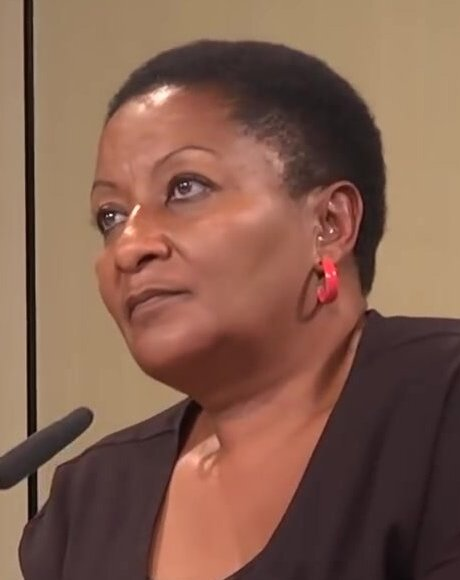
Parteivorsitzende Utjiua Muinjangue

Im September 2024 fand ein von einigen NUDO-Mitgliedern organisierter Parteikongress statt, der Barry Rukoro zum neuen Parteipräsidenten gewählt hat. Der Kongress und die Wahl werden von der Parteivorsitzenden Muinjangue in Frage gestellt. Diese wiederum hielten im Oktober d. J. einen ordentlichen Parteikongress ab.

## Wahlergebnisse

### Parlament
| Parlamentswahl | Stimmenanteile | Sitze |
| -------------- | -------------- | ----- |
| 2024           | 0,98 % ▼       | 1/96  |
| 2019           | 1,96 % ▼       | 2/96  |
| 2014           | 2,01 % ▼       | 2/96  |
| 2009           | 3,01 % ▼       | 2/72  |
| 2004           | 4,10 %         | 3/72  |

### Präsident
| Präsidentschaftswahl | Kandidat          | Stimmen | Stimmenanteil |
| -------------------- | ----------------- | ------- | ------------- |
| 2019                 | Utjiua Muinjangue | 12.039  | 1,5 %         |
| 2014                 | Asser Mbai        | 16.740  | 1,88 %        |
| 2009                 | Kuaima Riruako    | 23.735  | 2,92 %        |
| 2004                 | Kuaima Riruako    | 34.616  | 4,23 %        |

Quelle: Namibische Wahlkommission

### Regionen
| Regionalratswahl | Sitze | Regionen |
| ---------------- | ----- | -------- |
| 2020             | 4/121 | 0/14     |
| 2015             | 2/121 | 0/14     |
| 2010             | 3/107 | 0/13     |
| 2004             | 3/107 | 0/13     |

### Kommunen
| Kommunalwahl | Sitze |
| ------------ | ----- |
| 2020         | 8/345 |
| 2015         | 1/374 |
| 2010         | 9/339 |
| 2004         | 9/288 |